# Adolf 2. af Holsten
Adolf 2. af Holsten (født 1128; død 6. juli 1164 i nærheden af Demmin) var greve af Schauenburg og Holsten. Han tilhørte Huset Schauenburg og var søn af grev Adolf 1. af Holsten.

## Livsforløb
Adolf 2. var søn af grev Adolf 1. af Holsten. Han efterfulgte sin far som greve af Schauenburg, Holsten og Stormarn i 1130, dog i begyndelsen under sin mors formynderskab.
Efter kejser Lothar 3.s død i 1137 forlenede den nye konge, Konrad 3., i 1138 Albrecht af Brandenburg med Hertugdømmet Sachsen. Derved mistede Adolf 2., der var vasal under den tidligere hertug, Henrik den Stolte, grevskaberne Holsten og Stormarn, som Albrecht Bjørn overlod til Heinrich von Badewide. Adolf genvandt først disse grevskaber i 1142, da kong Konrad havde givet hertugdømmet Sachsen til Henrik Løve, Henrik den Stoltes søn, hvorefter Henrik Løve gav de to grevskaber og det vendiske område Wagrien som len til Adolf II. Heinrich af Badewide fik som erstatning det nyoprettede grevskab Ratzeburg i Polabien.
I tiden derefter var Adolf ivrig efter at fremme kristenmissionen i sit landområde, og her blev han støttet af missionæren Vicelin. Ydermere bosatte Adolf nybyggere fra andre dele af sit land samt fra Westfalen og Nederlandene i de slaviske områder, især Wagrien.
I 1143/44 grundlagde han Lübeck, hvor han lod sin første beskyttede borg (en jord- og palissadekonstruktion) opføre. Borgen måtte han afstå til sin lensherre, Henrik Løve, i 1158, efter at have gjort ham utilfreds ved sin indblanding i danske tronstridigheder, dvs. borgerkrigen under Svend, Knud og Valdemar, kulminerende i slaget på Grathe Hede. 
I 1159 ledsagede han kejseren, Friedrich Barbarossa til Italien, og i 1164 deltog han i Henrik Løves felttog mod obotritterne. Her var det, at han faldt i et slag nær ved Demmin. Han blev begravet i Minden.

## Ægteskab og efterkommer
Adolf 2. blev gift med Mathilda af Käfernburg, der var en datter af grev Sizzo 3. af Käfernburg. De fik kun én søn, den senere Adolf 3. af Holsten, der efterfulgte sin far som greve af Holsten og Wagrien.